# Valea Seacă, Bacău
Valea Seacă, este satul de reședință al comunei cu același nume din județul Bacău, Moldova, România. Numele satului vine de la valea pârâului local, adeseori lipsită de apă - în comparație cu văile vecine.

## Localizare geografică

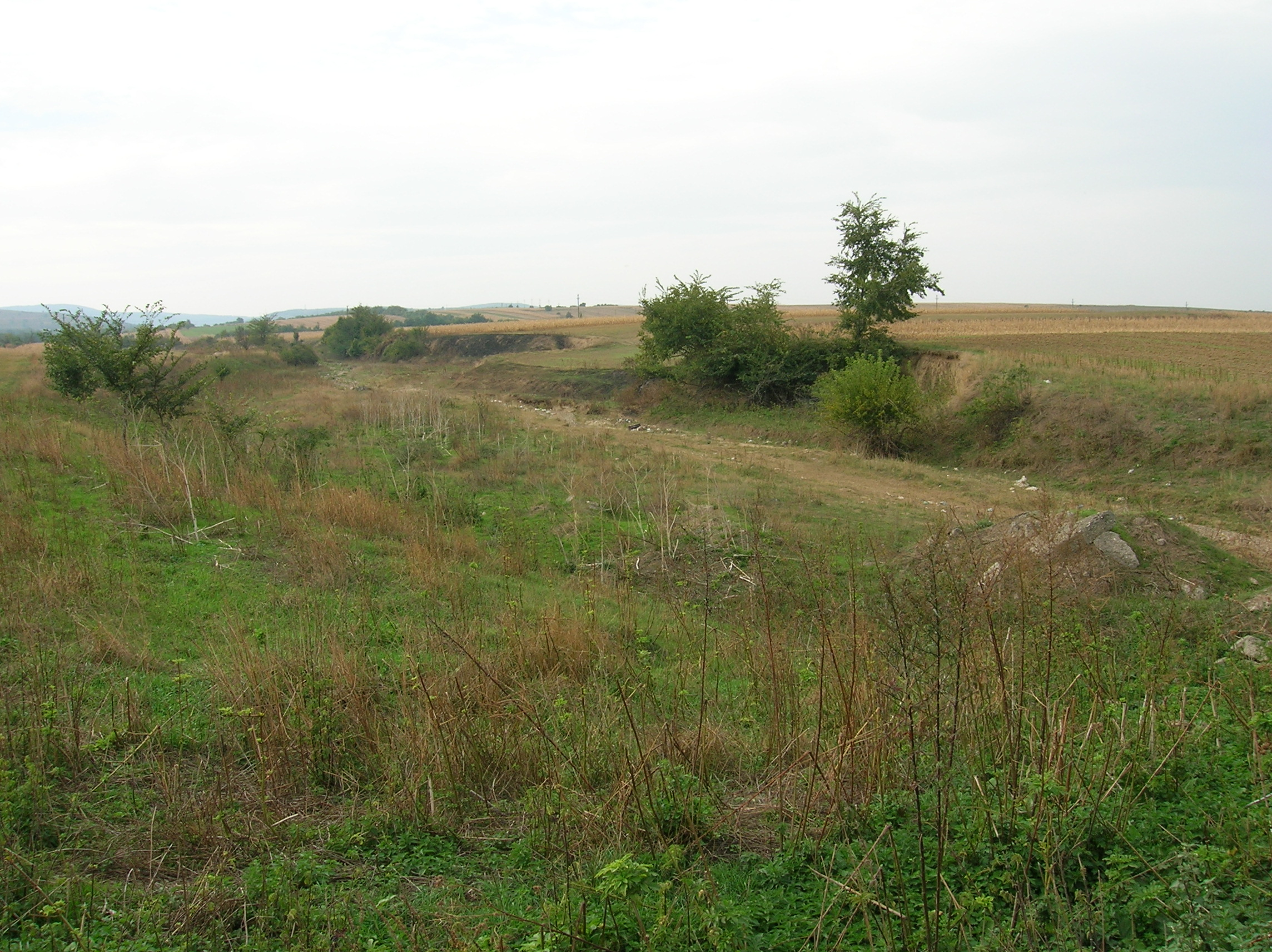
Albia Văii Seci lângă DN2

Este situat de-a lungul unei văi descendente care pornește de pe versantul de est al Piemontului Orbenilor, prelungire sud-estică a Culmii Pietricica. Valea coboară acoperind zona de tranziție dintre culme și culoarul Siretului, precum și  terasele corespondente și lunca de pe dreapta acestuia. În partea vestică a satului, pădurile acoperă dealurile, iar în partea estică dealurile sunt cultivate cu vii ale localnicilor
Localitatea se află la aproximativ 18 km de Adjud și aproximativ 3 km de Bacău, pe șoseaua națională DN2.
Rețeaua hidrografică este formată de pârâul Valea Seacă.

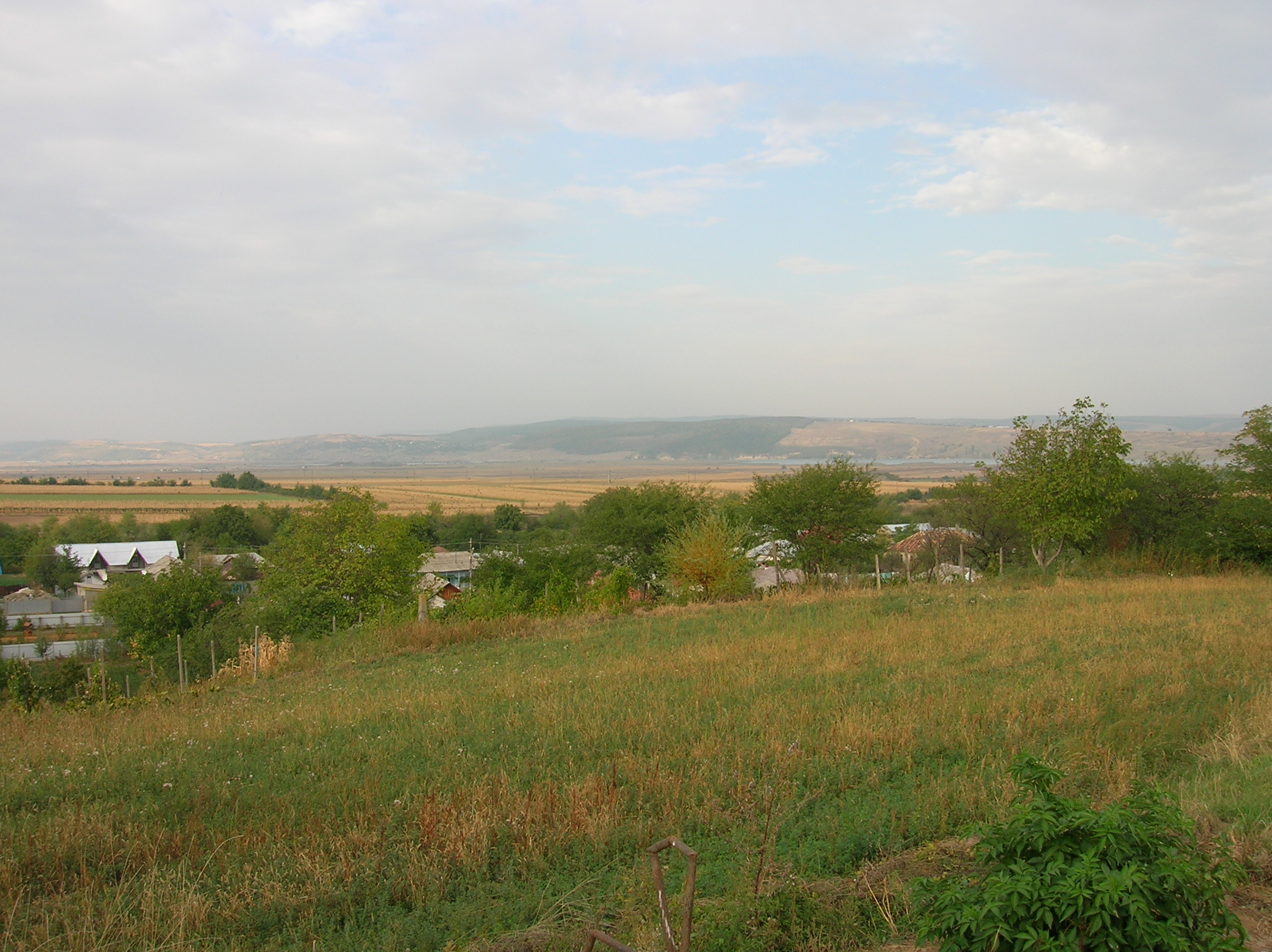
Satul Mândrișca - De pe dealul Bisericii Sfântul Ierarh Nicolae spre Colinele Tutovei

## Așezare și componență
Satul, care se învecinează la nord cu satul Cucova și la sud cu satul Pâncești din Comuna Sascut, este localitatea de reședință a comunei Valea Seacă și este la rândul lui format prin unirea altor 3 cătune (foste sate): Mândrișca, Valea Seacă și Pălămida. El este așezat de-o parte și de alta a drumului principal (DJ 119D) pornit de la pădure spre DN2, cu puține ulițe laterale în raport cu lungimea sa care depășește 10 km.
Satul Mândrișca are extremitatea estica de-a lungul DN2 pe o lungime de cca. 1 km, cea mai mare parte fiind dispus la vest de DN2 pe o lungime de aproximativ 2 km în lungul DJ 119D.
În partea de sud-est se află satul Pălămida - locuit în principal de locuitori de etnie romi.
Climatul zonei este unul temperat-continental excesiv, cu ierni reci, veri secetoase și călduroase.

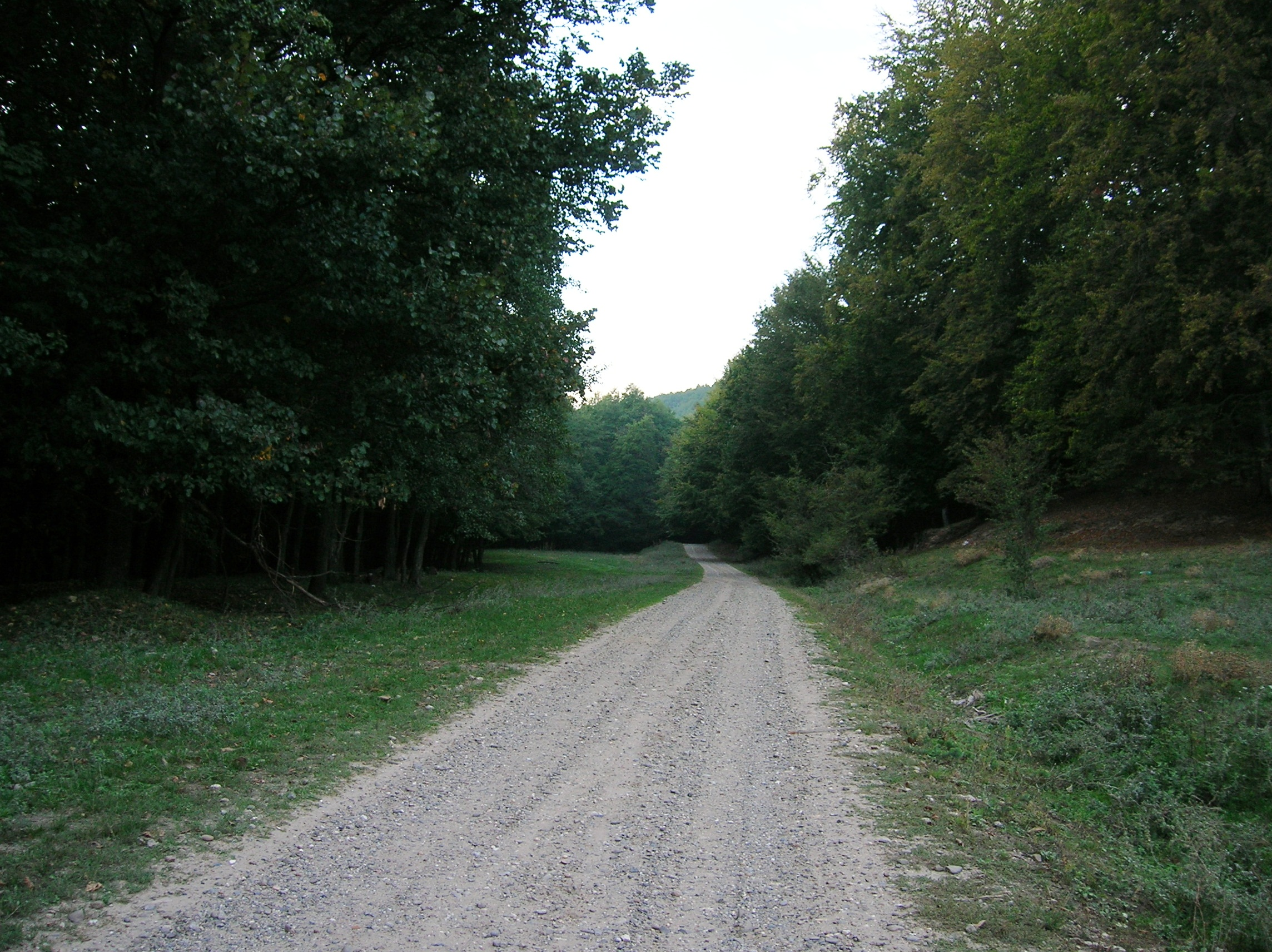
Valea Văii Seci - Drumul axial prin pădure

## Căi de comunicație
Satul este traversat pe axa NNE-SSV de DN2 (E85). Pe axa est-vest inițial și apoi spre nord, este deservit de DJ 119D, pe porțiune DN 2 (Km 247 + 323) - Valea Seaca-Cucova, asfaltat.
În continuarea porțiunii DJ119D aflată în sat, se află DC107 asfaltat axial al văii pârâului Valea Seacă.
Cele mai apropiate stații CFR sunt Orbeni și Sascut.
La intersecția DN2 – DJ119D există o stație de carburant. 

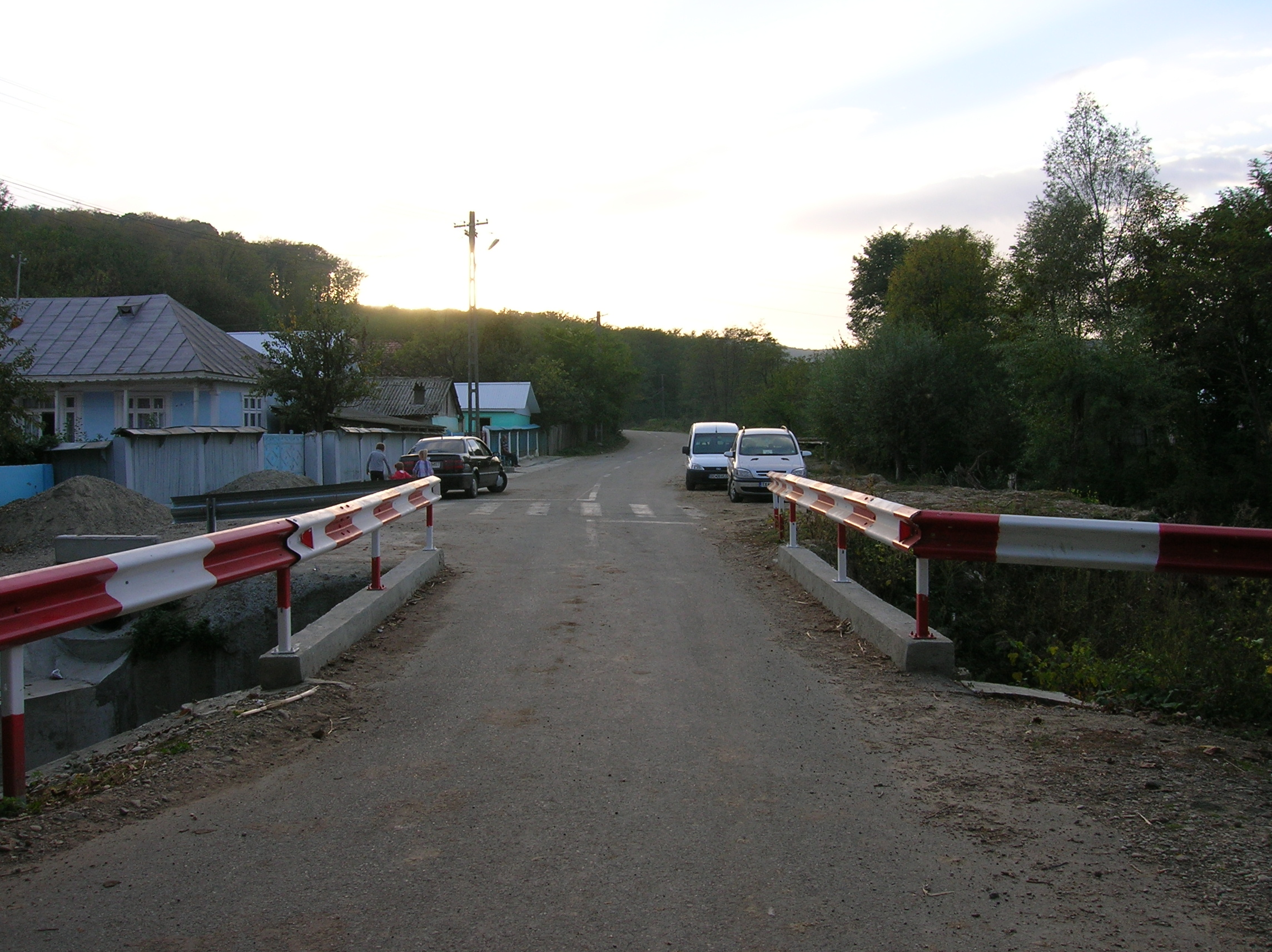
Podul dinspre pădure de la capătul cătunului Pălămida

## Activități economice
Activitatea economică principală este reprezentată de agricultură. Se mai practică pentru autoconsum creșterea animalelor și viticultura. Puțini locuitori lucrează în comerț sau servicii.

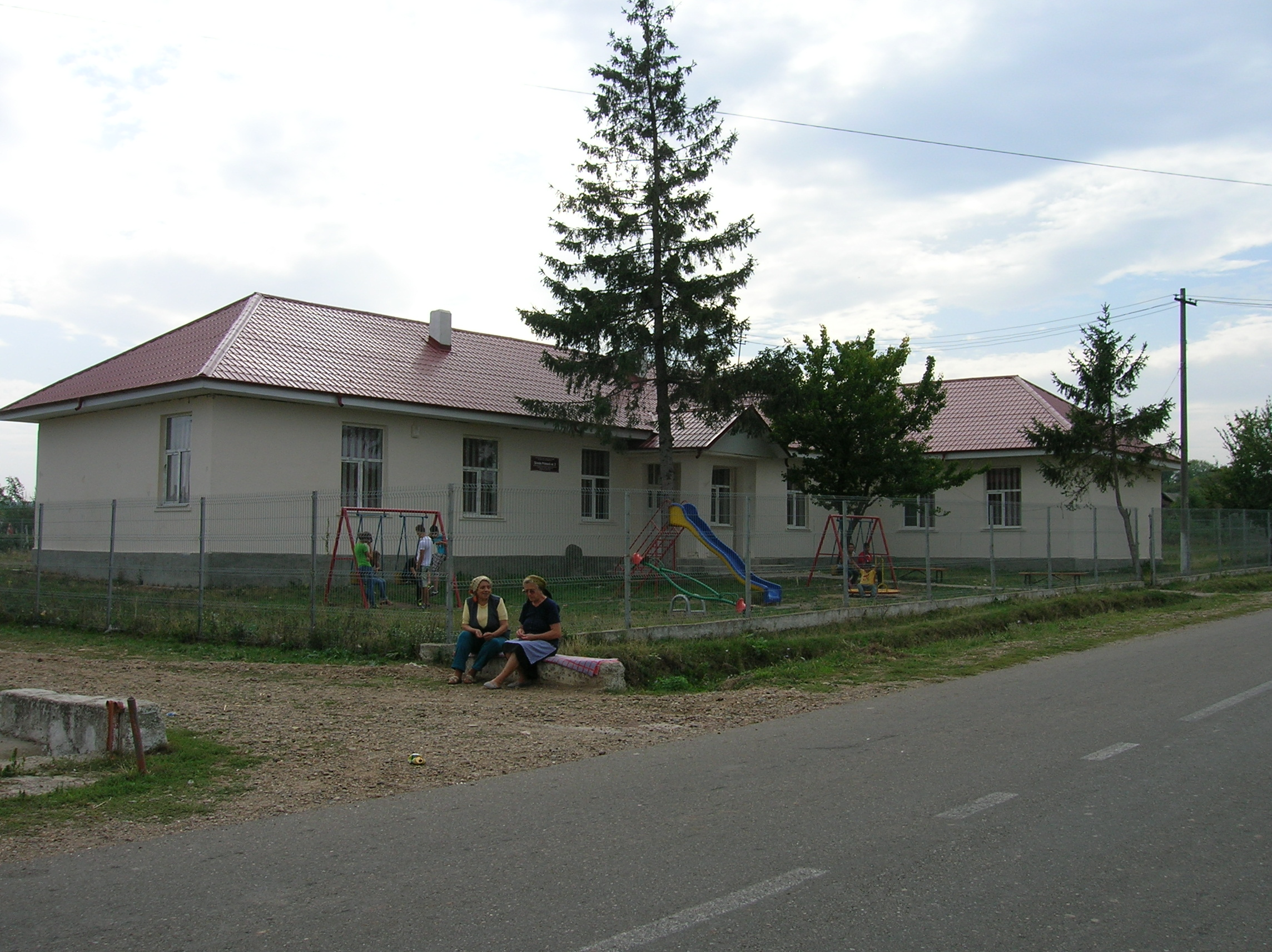
Școala cu clasele I-IV Nr. 2 din satul Mândișca

## Servicii sociale
In satul Valea Seacă sunt trei școli, din care una cu clasele I-VIII și 2 cu clasele I-IV (Nr. 2 - Mândrișca, Nr. 3 - Pălămida) și grădinițe și un Cămin Cultural.
Există alimentare cu apă curentă și canalizare - pentru o parte din sat.
Cultele reprezentate pe teritoriul comunei sunt  Ortodox, Ortodox de Stil vechi și Penticostal (religie îmbrățișată predominant de populația romă) 

## Istoric

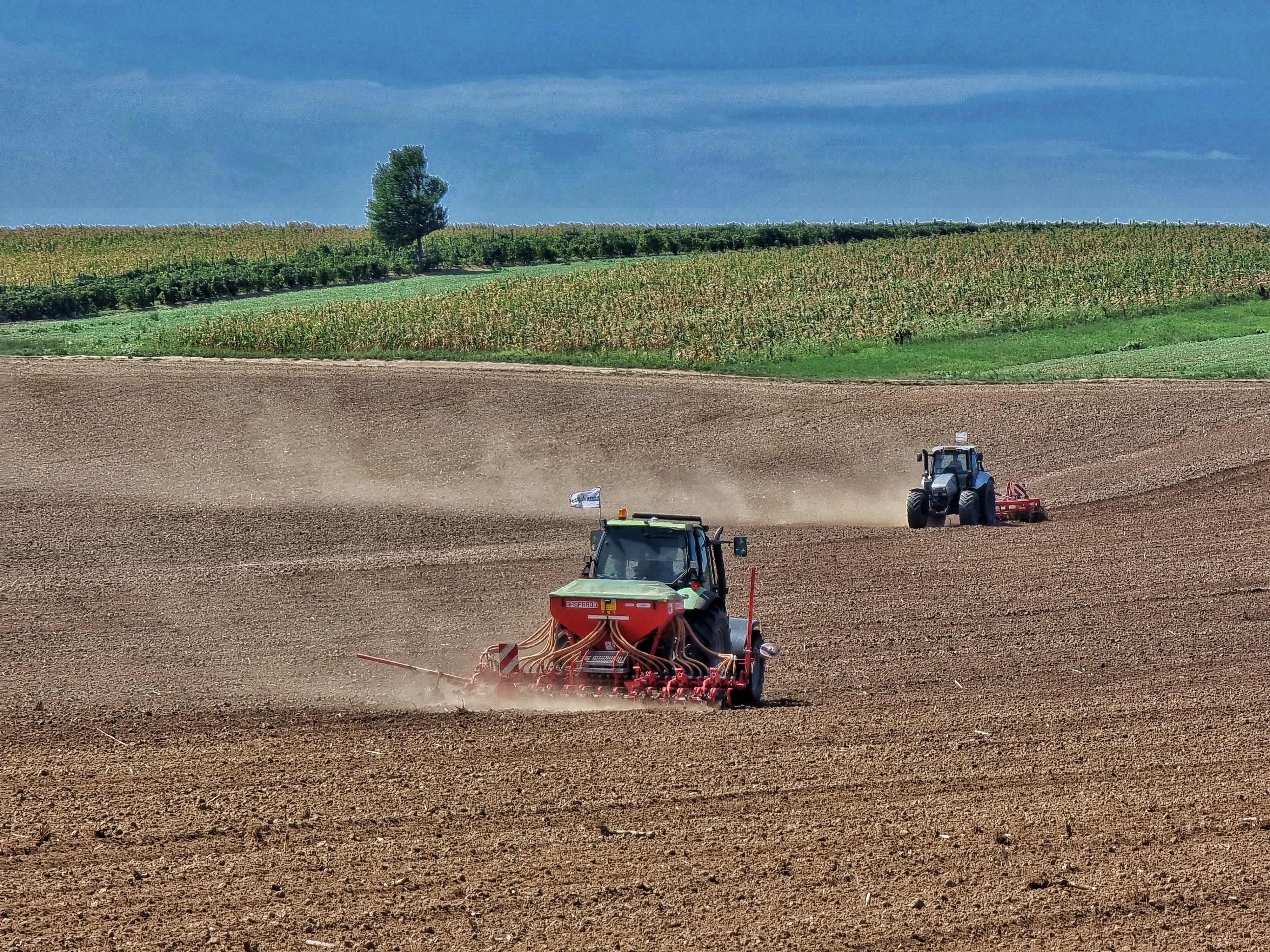
Lucrări agricole în zona „La Țarna Mândriștei” aproximatriv 2 km distanță de DN2, spre vest

Datorita conditiilor favorabile existente aici, zona a fost locuită din neolitic. Locul unde au fost descoperite vestigiile neolitice  se numește ,,Țitelca’’ și este o ridicătură de pământ naturală de dimensiuni reduse situată între șoseaua E85 și firului de apă al Siretului. În timp această primă așezare a devenit neîncăpătoare și, vatra s-a mutat către nord aproximativ 500 m pe un teren plat mai încăpător, care astăzi poartă numele de "Țintirim". În preajma anului 1500 tătarii în urma unei năvăliri au ajuns cu jaful pană la Țintirim, iar locuitorii de aici s-au retras în păduri pe valea pârâului Valea Seaca, unde au și rămas. Ulterior oamenii locului – excepție cei din satul Mândrișca – au fost împământeniți aici de Ștefan cel Mare în hotarele ținutului „Buciumeni” , noua vatră cât și răzășia moștenită fiind dăruite drept semn de prețuire pentru actele de vitejie. Acestea au fost vădite în lupta dată si câștigată de moldoveni la poalele codrului lui Făurel, când năvălitorii au fost învinși de locuitorii satelor din zona puși sub comanda lui Făurel Boghină - staroste al plaiului.
Satul Mândrișca a fost întemeiat relativ recent pe la mijlocul sec. al XVIII-lea, de un grup de refugiați proveniți Transilvania. Despre toponimul Mândrișca circulă mai multe explicații.: O legendă locală susține că după lupta de la Războieni, Ștefan cel Mare numind mai multe locuri din zonă dupa numele celor șapte feciori ai Vrâncioaiei, a dat locului numele unuia dintre aceștia – Mândru (numele altuia – Sascu a fost dat satului Sascut, cel al lui Cucu – satului Cucova, cel al lui Scurtu - satului Scurta, etc...). O explicație mai prozaică asociază toponimul cu numele unei hangițe - Mândra, al cărei han ar fi fost situat în zonă pe traseul actualului DN2.
La sfârșitul secolului al XIX-lea, pe teritoriul actual al satului funcționau, în plasa Răcăciuni a județului Putna, comunele Mândrișca și Valea Seacă, fiecare formată doar din satul de reședință. Comuna Mândrișca avea 447 de locuitori, patru mori de apă și o biserică.
Anuarul Socec din 1925 consemnează comunele în plasa Trotuș a aceluiași județ. Comuna Mândrișca avea 847, locuitori iar comuna Valea Seacă — 2000. În 1925 comuna Mândrișca a fost diferențiată în satele Mândrișca, Pălămida, Șoseaua Națională și Târgușor.
În 1950, comunele Mândrișca și Valea Seacă au trecut în administrarea raionului Adjud din regiunea Putna, apoi (după 1952) din regiunea Bârlad și (după 1956) din regiunea Bacău, iar în timp comuna Mândrișca a fost și ea desființată și inclusă în comuna Valea Seacă, satele Târgușor și Șoseaua Națională fiind și ele comasate cu satul Mândrișca. În 1968, comuna Valea Seacă a trecut la județul Bacău; tot atunci, satele Mândrișca și Pălămida au fost desființate și comasate cu satul Valea Seacă.

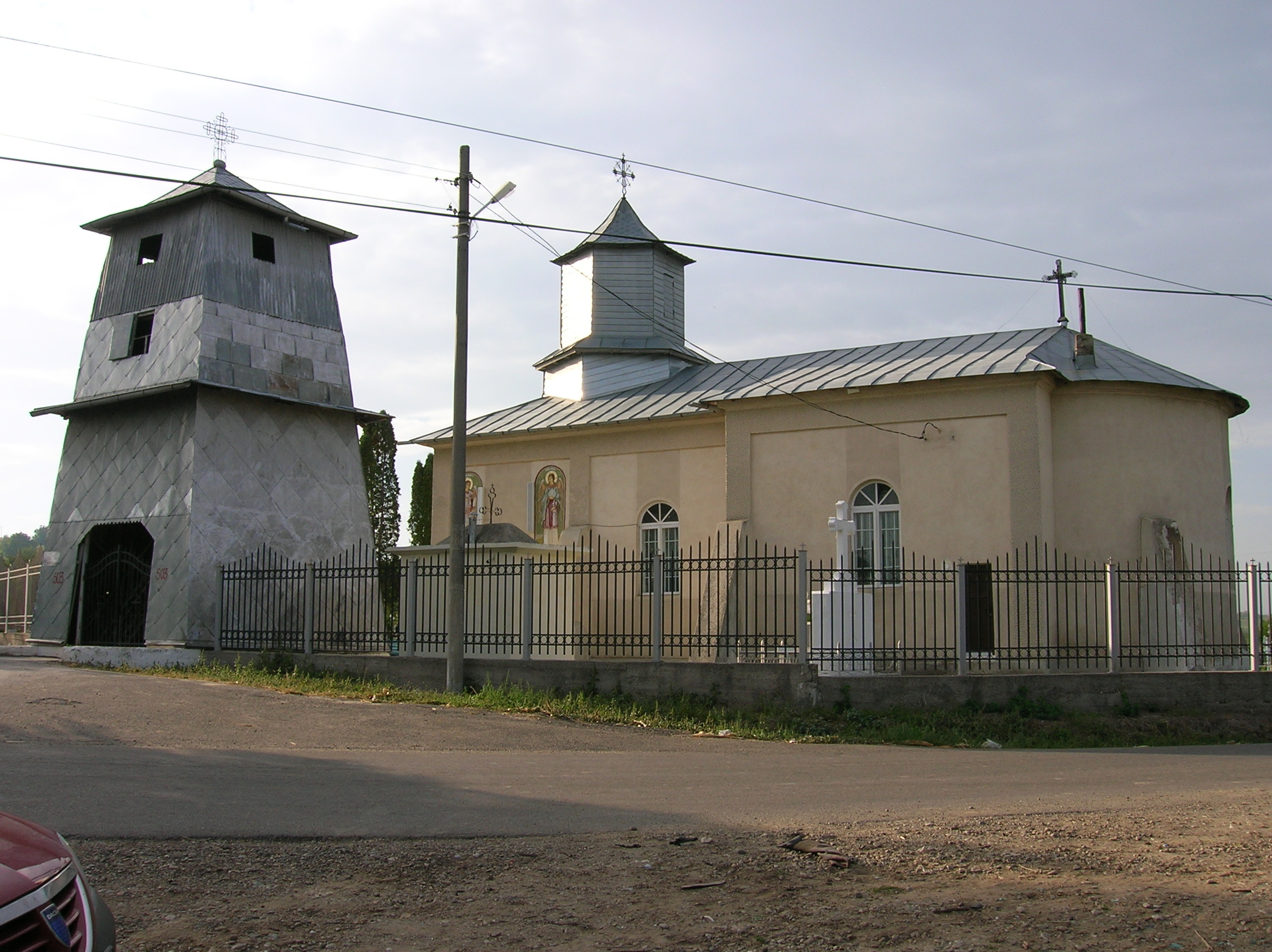
Biserica Sfinții Mihail și Gavril (sec. XIX) din satul Valea Seacă

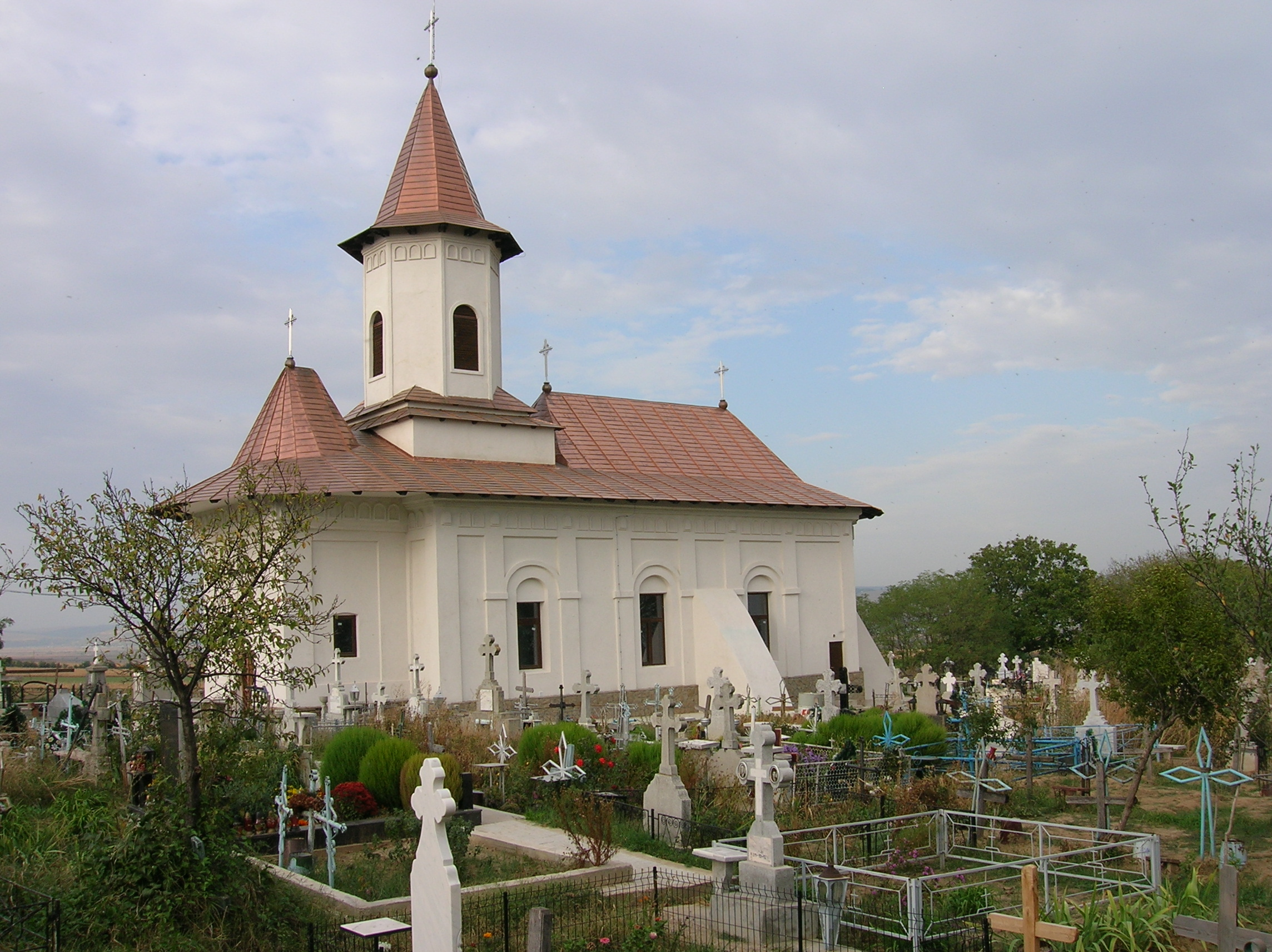
Biserica Sfântul Ierarh Nicolae (1844-1852) din satul Mândrișca

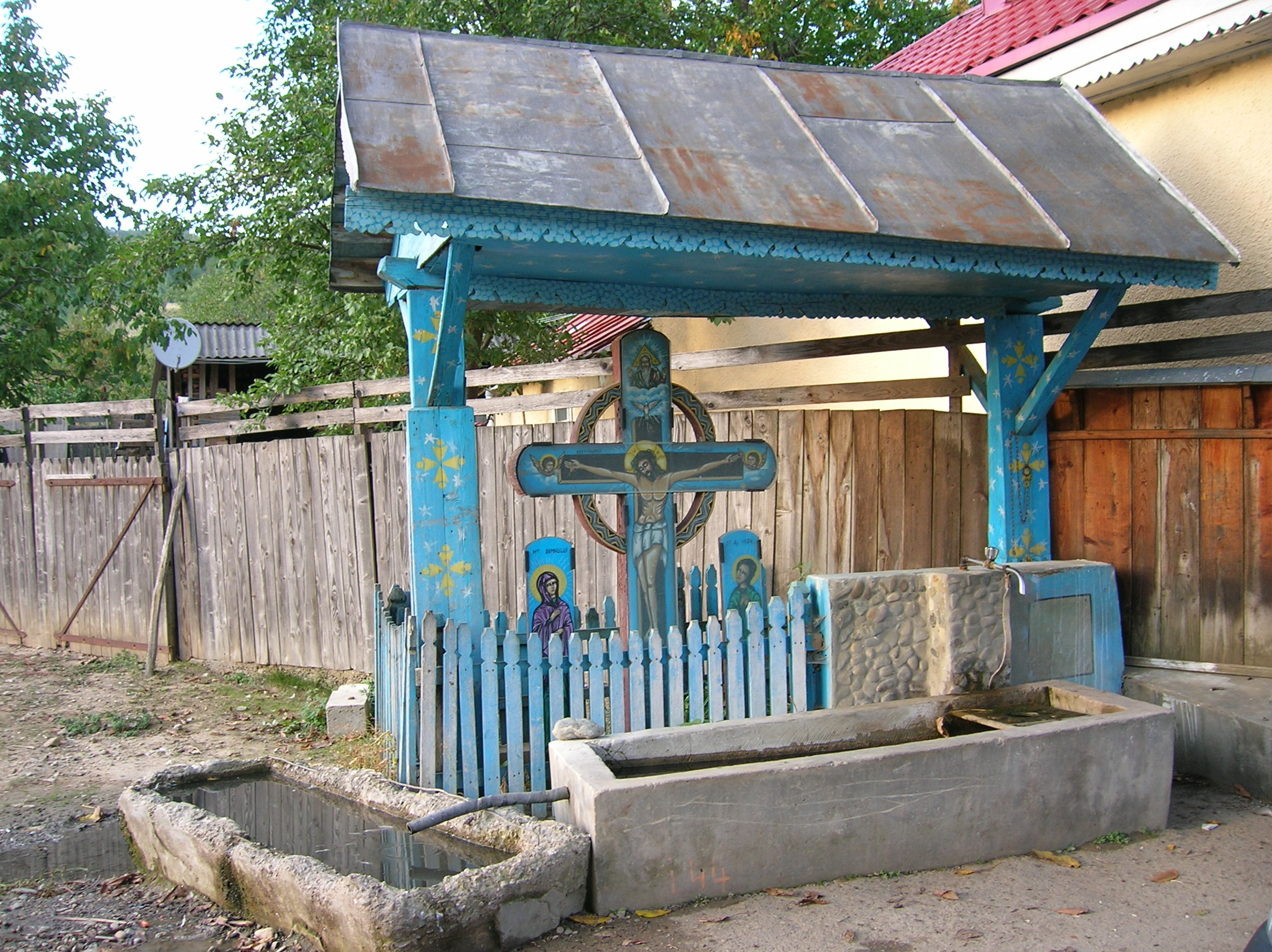
Troiță la capătul dinspre pădure al satului Valea Seacă

## Repere locale
Bisericile parohiale:
- Cea din Mândrișca are hramurile “Sf. Ierarh Nicolae” și “Sf. Mare Prooroc Prooroc Ilie Tesviteanul” și a fost construită între anii 1844 și 1852.[5]
- Cele din satul – originar – Valea Seacă sunt "Sfinții Arhangheli Mihail și Gavriil" - construită[1] în a II-a jumătate a sec. XIX și ,,Sf. Nicolae’’ construită în jurul anului 1785[11].

De vecinătate:
- Mânăstirea pe stil vechi[18]  cu hramul mare Sfânta Treime și hramul mic Acoperământul Maicii Domnului, situată în satul Cucova.
- Culmea Pietricica
- Lacul de acumulare hidroenergetică Berești